# Polycentropus blicklei
Polycentropus blicklei là một loài Trichoptera trong họ Polycentropodidae. Chúng phân bố ở miền Tân bắc.